# ليزا بيج بروكس
ليزا بيج بروكس (بالإنجليزية: Lisa Page Brooks)‏ هي مغنية مؤلفة أمريكية، ولدت في 23 نوفمبر 1963 في ديترويت في الولايات المتحدة.